# Historia Jugosławii
Jugosławia – nazwa państwa narodów południowosłowiańskich, używana do 1918 r. jako koncepcja polityczna, od 1918 dla Królestwa Serbów, Chorwatów i Słoweńców, następnie od 1929 r. już oficjalnie dla Królestwa Jugosławii, od 1943 r. Socjalistycznej Federacyjnej Republiki Jugosławii, a po jej rozpadzie (w latach 1991–1992) dla Federalnej Republiki Jugosławii będącej federacją Serbii i Czarnogóry do 2003 roku.

## Geneza Jugosławii

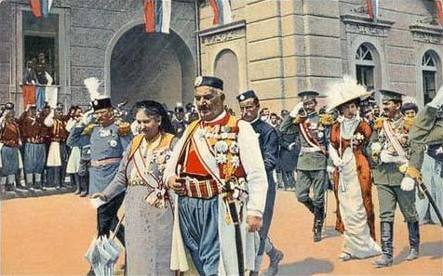
Proklamacja Królestwa Czarnogóry. Cetynia, 28 sierpnia 1910

Na przełomie XIX i XX wieku pojawiły się koncepcje utworzenia oddzielnego, słowiańskiego organizmu państwowego. Były one wynikiem otoczenia Słowian południowych i oddziaływania na nich przez narody niesłowiańskie.
W czasie I wojny światowej nasiliły się wśród Słowian południowych w monarchii Austro-Węgierskiej tendencje do utworzenia wspólnego państwa. W roku 1915 emigracyjni działacze serbscy, chorwaccy i słoweńscy powołali w Londynie Komitet Jugosłowiański pod przewodnictwem Ante Trumbicia. 30 maja 1917 roku działający w parlamencie wiedeńskim Jugosłowiański Klub Poselski opowiedział się za utworzeniem państwa Słowian południowych pod panowaniem dynastii.
20 lipca 1917 roku na wyspie Korfu rząd serbski podpisał z Komitetem Jugosłowiańskim deklarację o utworzeniu demokratycznego Państwa Słoweńców, Chorwatów i Serbów pod panowaniem serbskiej dynastii Karadziordziewiciów.
Pod koniec wojny w październiku 1918 roku powstała w Zagrzebiu Rada Narodowa Słoweńców, Chorwatów i Serbów z przewodniczącym Antonem Korošecem, która ogłosiła się reprezentacją Słowian południowych w Austro-Węgrzech i proklamowała powstanie niepodległego Państwa Słoweńców, Chorwatów i Serbów.

## Od powstania do 1935 r.
Aneksjonistyczne plany Włoch na Bałkanach skłoniły Komitet Jugosłowiański i Radę Narodową do akceptacji połączenia z Serbią niedawno proklamowanego państwa. W listopadzie 1918 deklaracje o zjednoczeniu z Serbią złożyły Wojwodina i Czarnogóra. 1 grudnia 1918 delegacja Rady Narodowej Państwa Słoweńców, Chorwatów i Serbów wręczyła serbskiemu księciu-regentowi Aleksandrowi Karadziordziewiciowi akt o zjednoczeniu z Serbią. Tego samego dnia ogłosił on utworzenie Królestwa Serbów, Chorwatów i Słoweńców (SHS). Nowe państwo, z dominującym w gospodarce rolnictwem, wyszło z wojny zniszczone i zadłużone. Pierwszy Rząd został powołany 20 grudnia 1918 roku. Jego premierem został Stojan Protić. 27 lutego 1919 rząd wydał dekrety o reformie rolnej (za wykupem) i o ośmiogodzinnym dniu pracy. Powstało państwo o charakterze głównie wyżynno-górskim.

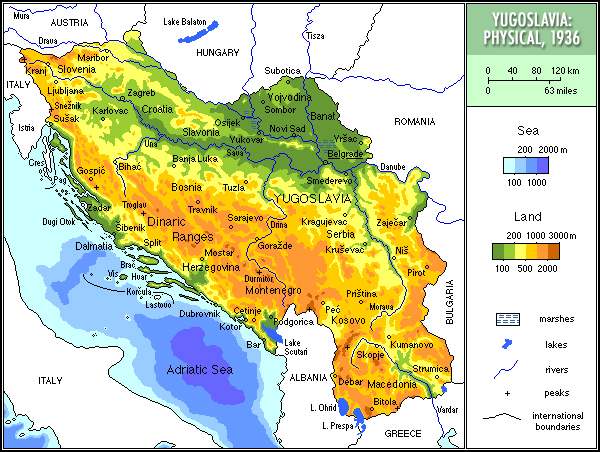
Mapa ukształtowania terenu Jugosławii

Na scenie politycznej nie powstały, poza działającą od 1920 Komunistyczną Partią Jugosławii (KPJ), ugrupowania o charakterze ogólnopaństwowym. Większymi partiami były m.in. Serbska Partia Demokratyczna, także serbska Narodowa Partia Radykalna, Chorwacka Partia Chłopska, Słoweńska Partia Ludowa. W roku 1921 parlament (Skupsztina) uchwalił konstytucję widowdańską, zapewniającą królowi liczne prerogatywy i wprowadzającą mimo protestów, zwłaszcza Chorwackiej Partii Chłopskiej, centralistyczny system rządów. Jednocześnie konstytucja zapewniała podstawowe swobody obywatelskie. Obawiając się zagrożeń ze strony Węgier i Włoch, politycy jugosłowiańscy zawarli w 1920 roku sojusz z Czechosłowacją, a w roku 1921 z Rumunią, współtworząc Małą Ententę. W roku 1927 Królestwo SHS zawarło z Francją układ o przyjaźni.
Życie polityczne w kraju od początku toczyło się pod wpływem konfliktu między dominującymi Serbami a innymi narodami. W 1928 czarnogórski poseł Puniša Racić zastrzelił w Skupsztinie trzech przywódców Chorwackiej Partii Chłopskiej.
po zamachu 6 stycznia 1929 roku król Aleksander I zawiesił konstytucję widowdańską i zdecydował się na rządy osobiste. W październiku 1929 zmieniono nazwę państwa na Królestwo Jugosławii. Dokonano też podziału kraju na 9 banowin, znosząc historyczne ukształtowanie krainy, z których powstało Królestwo SHS. Zamach nasilił tendencje separatystyczne wśród Chorwatów (ustasze) i Macedończyków. W 1931 król nadał nową konstytucję, która rozszerzała prerogatywy monarchy i ograniczała swobody demokratyczne. W roku 1932 partie chorwackie wystąpiły z rezolucją (tzw. punktacje zagrzebskie), w której domagały się przywrócenia swobód demokracji i federalizacji państwa. W 1931 i 1932 roku odbyły się wybory parlamentarne do Skupsztiny i Senatu. Żądania Chorwatów poparły partie polityczne pozostałych narodów jugosłowiańskich. W roku 1934 Aleksander I zginął w zamachu zorganizowanym przez terrorystów chorwackich i macedońskich. W imieniu następcy tronu Piotra władzę objęła rada regencyjna.

## 1935–1945

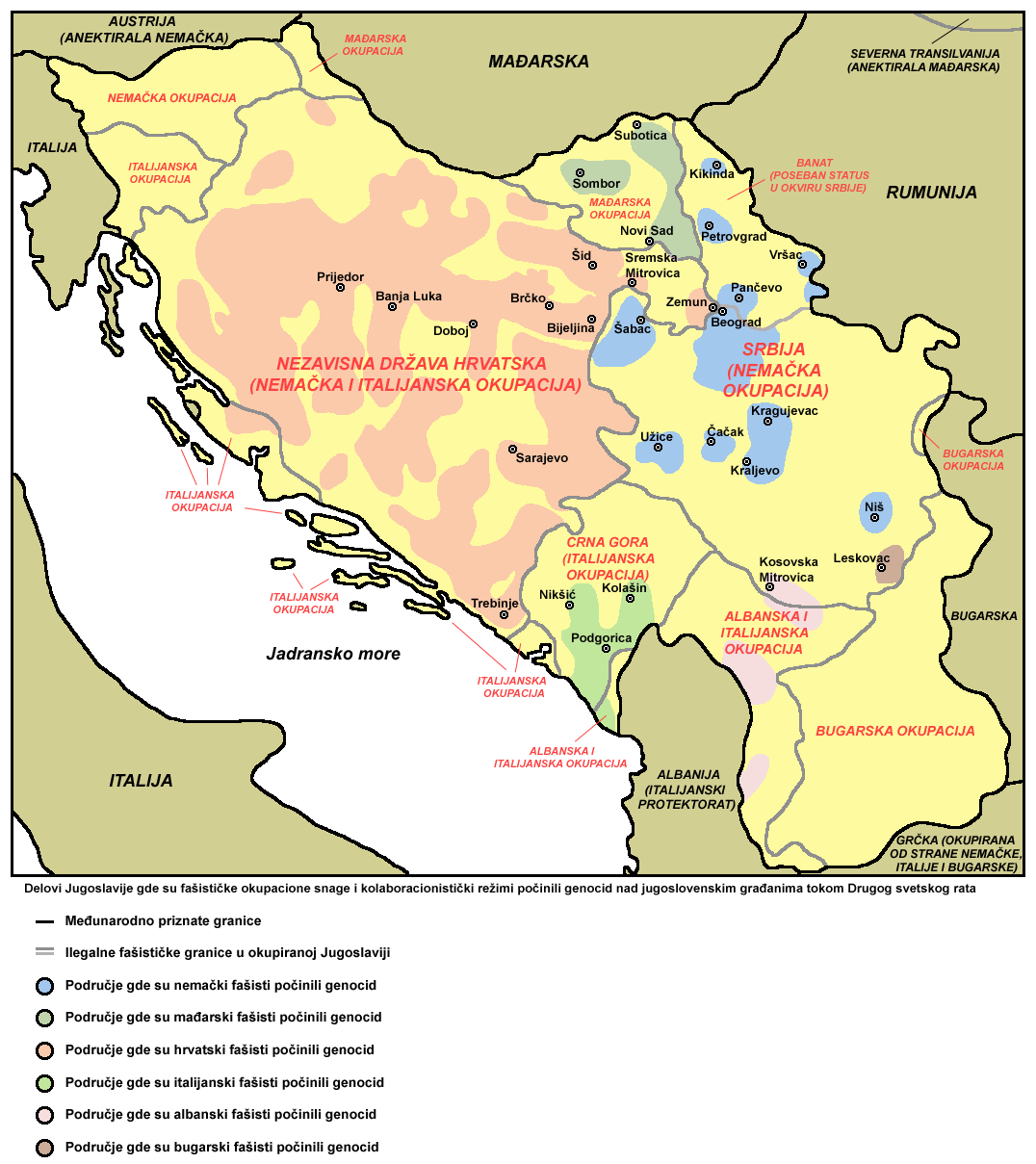
Miejsca na terytorium Jugosławii, gdzie siły faszystowskie popełniły ludobójstwo

W lutym 1935 roku rozwiązano Skupsztinę i rozpisano wybory parlamentarne na 5 maja. Głównym przeciwnikiem reżimu była wówczas Koalicja Chłopsko-Demokratyczna. W wyborach uzyskała 1 mln 76 tys. głosów. Za rządów Milana Stojadinovicia w latach 1935–1939 zapoczątkowana została współpraca Jugosławii z Włochami i Niemcami, co przyczyniło się do rozpadu Małej Ententy. W sierpniu 1939 rząd zawarł ugodę z Chorwatami, wyrażając zgodę na utworzenie autonomicznej Banowiny Chorwackiej. Nacisk Niemiec zmusił Jugosławię do podpisania paktu berlińskiego 25 marca 1941. Pod presją społeczeństwa opozycja dokonała 27 marca zamachu stanu. Spiskowców poparł następca tronu, który po zamachu objął władzę i zdymisjonował radę regencyjną i rząd. Nowy premier generał Dušan Simović podpisał 5 kwietnia 1941 z ZSRR układ o przyjaźni i nieagresji.
Następnego dnia 6 kwietnia Niemcy, Włochy i Węgry napadły na Jugosławię. 15 kwietnia król Piotr II Karadziordziewić wraz z rządem udał się na emigrację, a 17 kwietnia armia jugosłowiańska skapitulowała. Część terytorium Jugosławii okupanci włączyli do swoich państw, m.in. Niemcy północną Słowenię, Włosi południową Słowenię i część Dalmacji, a także do okupowanej przez siebie Albanii większość Kosowa i zachodnią Macedonię, Węgry Baczkę i Baranię, Bułgaria wschodnią Macedonię, niewielkie obszary Kosowa i Serbii. Na pozostałej części powstały: satelickie Niepodległe Państwo Chorwackie rządzone przez faszystowskich ustaszy (objęło także Bośnię i Hercegowinę) i Królestwo Czarnogóry (pod protektoratem Włoch), a w okrojonej Serbii Niemcy powołali marionetkowy rząd Milana Acimovicia (zastąpionego 1941 przez gen. M. Nedicia).
Walkę przeciwko okupantom podjęli partyzanci Narodowej Armii Wyzwolenia Jugosławii Josipa Broz Tity. Dwuznaczne stanowisko zajęli czetnicy Dragoljuba Mihailovicia, wierni królowi i rządowi na emigracji którzy choć toczyli sporadyczne walki z siłami okupacyjnymi to często zawiązywali sojusze z okupantami w celu likwidacji konkurencyjnych oddziałów partyzanckich. Wojna wyzwoleńcza w Jugosławii stała się wkrótce wojną domową, gdyż po stronie okupantów walczyli kolaboranci – chorwaccy ustasze i oddziały Nedicia, a czetnicy i komuniści zwalczali się wzajemnie. Czetnicy i ustasze dokonywali ponadto licznych czystek etnicznych i zbrodni ludobójstwa, ustasze na kontrolowanych przez siebie terenach utworzyli własne obozy koncentracyjne, gdzie masowo mordowali Żydów, Serbów czy Romów.
26 listopada 1942 z inicjatywy komunistów powstała Antyfaszystowska Rada Wyzwolenia Narodowego Jugosławii (AVNOJ) przypisująca sobie funkcje najwyższego organu ustawodawczego i wykonawczego. W listopadzie 1943 AVNOJ powołała Narodowy Komitet Wyzwolenia Jugosławii (NKOJ), któremu powierzyła uprawnienia rządu tymczasowego. 10 marca 1944 roku Józef Stalin zawiesił stosunki z emigracyjnym rządem Jugosławii. W czerwcu 1944 rozpoczęły się rokowania między rządem na emigracji a NKOJ. Od września 1944 współdziałała z partyzantami Tity Armia Czerwona, której wojska wkroczyły do Serbii. W marcu 1945, stosownie do postanowień konferencji jałtańskiej, Tito powołał koalicyjny (5 ministrów z emigracji, 1 z Serbskiej Partii Demokratycznej, 22 z NKOJ) Rząd Tymczasowy Demokratycznej Federacyjnej Jugosławii. IV Rząd Tymczasowy zawarł traktat sojuszniczy z ZSRR. 15 maja 1945 zakończyły się walki z armią niemiecką w Słowenii.

## 1945–1980
Z inicjatywy komunistów, do których już należała faktyczna władza, w sierpniu 1945 powstał Front Ludowy, masowa organizacja, która miała służyć manifestowaniu poparcia dla polityki partii komunistycznej. W tym miesiącu AVNOJ przekształciła się w Tymczasową Skupsztinę. Podjęła ona działalność ustawodawczą, m.in. wybory do konstytuanty, reforma rolna (bez wykupu). W latach 1945–1955 usiłowano skolektywizować rolnictwo. W listopadzie 1945 odbyły się wybory do Skupsztiny Ustawodawczej, w których głosowano tylko na listę Frontu Ludowego. Wybrana w ten sposób Skupsztina w listopadzie 1945 proklamowała powstanie Federacyjnej Ludowej Republiki Jugosławii, złożonej z 6 republik: Serbii (z autonomicznym rejonem Wojwodiną i okręgiem Kosowa), Chorwacji, Macedonii, Bośni i Hercegowiny, Słowenii i Czarnogóry. W styczniu 1946 Skupsztina Ustawodawcza uchwaliła konstytucję (wzorowaną na stalinowskiej z 1936), która sankcjonowała likwidację monarchii oraz prowadzoną już wcześniej nacjonalizację przemysłu. Jeszcze przed końcem wojny KPJ i Bułgarska Partia Robotnicza (komunistów) podjęły rokowania o integracji obu państw. Niechęć państw zachodnich oraz ZSRR, a także wzajemne kontrowersje w sprawie warunków zjednoczenia przeciągały negocjacje.
W 1948 KPJ popadła w konflikt z Komunistyczną Partią Związku Radzieckiego i została, pod zarzutem rewizjonizmu, wykluczona z Biura Informacyjnego Partii Komunistycznej i Robotniczych (Kominformu). Konflikt ze Stalinem Tito wykorzystał do umocnienia rządów osobistych w państwie. Uwięził na wyspie Goli Otok zwolenników orientacji prosowieckiej. Z powodu blokady politycznej i gospodarczej prowadzonej przez blok wschodni, Jugosławia uzyskała pomoc Zachodu (dostawy żywności, kredyty). Wykluczenie KPJ z Kominformu uniemożliwiło dalsze rokowania w sprawie zjednoczenia Bułgarii i Jugosławii.
W warunkach zahamowania realizacji planu 5-letniego 1947–1952 i zubożenia ludności partia komunistyczna zdecydowała się na wprowadzenie systemu samorządnościowego. Od 1950 w strukturach gospodarczych i od 1952 administracyjnych działały organy samorządnościowe, które przy pozorach samodzielności akceptowały decyzje władz. Od 1952 KPJ przekształciła się w Związek Komunistów Jugosławii (ZKJ). Mimo unormowania, po śmierci Stalina, stosunków z ZSRR w 1955 Jugosławia pozostała poza blokiem sowieckim, usiłując przewodzić Ruchowi Państw Niezaangażowanych. W 1963 zmieniono nazwę państwa na Socjalistyczna Federacyjna Republika Jugosławii (SFRJ). W latach 1965–1967 władze Jugosławii zdecydowały się na reformy ekonomiczne uwzględniające prawa rynku (rozluźnienie centralnego planowania, częściowa liberalizacja handlu, spółki z udziałem kapitału zagranicznego). W 1980 roku zmarł wieloletni przywódca Jugosławii Josip Broz Tito.

## Od 1980 do rozpadu
Po śmierci Tity w 1980 odżyły, tłumione jego autorytetem i autorytarną władzą antagonizmy narodowe. Towarzyszył im narastający kryzys gospodarczy (zwłaszcza inflacja i bezrobocie). Możliwość rozpadu federacji wywołała wzrost nacjonalizmu wśród Serbów. Jego wyrazicielem stał się przywódca od 1987 Związku Komunistów Serbii i od 1990 serbski prezydent Slobodan Milošević. W 1990 zlikwidowano autonomię Wojwodiny (z liczną mniejszością węgierską) i autonomię Kosowa (zamieszkanego w większości przez Albańczyków).
W kwietniu i maju 1990 w republikach związkowych odbyły się demokratyczne wybory parlamentarne. Poza Serbią i Czarnogórą, gdzie zwyciężyły wywodzące się z ZKJ Socjalistyczna Partia Serbii i ZK Czarnogóry, wybory wygrały partie narodowe. Po referendach w maju 1991, w których ludność Chorwacji i Słowenii zdecydowanie odrzuciła możliwość pozostania w federacji jugosłowiańskiej, obie republiki w czerwcu 1991 ogłosiły niepodległość. Akt ten został uznany przez Republikę Federalną Niemiec 23 grudnia 1991 (formalnie 15 stycznia 1992 roku) i stał się przyczyną następnej wojny domowej w Jugosławii.

## Wojna w Bośni
Zaczęła ją w tym samym miesiącu zdominowana przez Serbów armia federalna atakiem na Słowenię. Po krótkotrwałych walkach wojska jugosłowiańskie wycofały się, a wojna przeniosła się do Chorwacji, gdzie Serbowie ogłosili secesję zamieszkanych przez siebie regionów (wschodnia i zachodnia Slawonia, Krajina). Konfliktowi w Jugosławii usiłowały zapobiec EWG, OBWE i ONZ, lecz ich mediacje nie odniosły skutku. Po deklaracjach suwerenności Bośni i Hercegowiny (październik 1991) oraz Macedonii (listopad 1991) SFRJ rozpadła się ostatecznie.
Wobec uznania przez większość krajów europejskich i Stany Zjednoczone niepodległości Chorwacji i Słowenii w grudniu 1991 i styczniu 1992 oraz Bośni w kwietniu 1992, Serbia i Czarnogóra utworzyły 27 kwietnia 1992 Federalną Republikę Jugosławii (FRJ). Jej prezydentem został Slobodan Milošević. Na przełomie lutego i marca 1992 wojna przeniosła się głównie do Bośni i Hercegowiny. Mimo mediacji międzynarodowych i obecności sił pokojowych ONZ zakończenie walk umożliwiły dopiero sukcesy militarne Chorwatów, zwłaszcza odzyskanie zachodniej Slawonii w maju 1995 i Krajiny w lipcu 1995. Układ z Dayton z listopada 1995 utrzymał integralność Bośni i Hercegowiny pod nadzorem międzynarodowych oddziałów wojskowych pod dowództwem NATO. Ostatni rozejm został zawarty 5 października 1995 roku.

## Wojna w Kosowie
Nasilające się dążenia Albańczyków w Kosowie do oderwania się od Serbii doprowadziły w 1998 do wybuchu walk albańsko-serbskich. Po odrzuceniu przez Miloševicia międzynarodowych mediacji, NATO rozpoczęło w marcu 1999 naloty na Jugosławię. W ich następstwie Serbia w czerwcu zgodziła się na wycofanie wojsk z Kosowa, gdzie wkroczyły międzynarodowe siły pokojowe pod dowództwem NATO.
Niepowodzenia polityczna i trudna sytuacja gospodarcza, m.in. w następstwie sankcji nałożonych przez Unię Europejską, zachwiały pozycją Miloševicia. W wyborach prezydenckich w październiku 2000 zwyciężył przywódca Demokratycznej Partii Serbii Vojislav Koštunica. W przedterminowych wyborach parlamentarnych w Serbii w grudniu 2000 zdecydowane zwycięstwo nad Socjalistyczną Partią Serbii odniosła koalicja partii demokratycznych. W kwietniu 2001 aresztowano Miloševicia pod zarzutem korupcji, co spowodowało częściową rezygnację Unii Europejskiej z sankcji wobec Jugosławii.
Integralność Federacyjnej Republiki Jugosławii pozostawała nadal niepewna. Poza separatystycznymi dążeniami Albańczyków w Kosowie od kilku lat nasilały się w Czarnogórze tendencje do odzyskania własnej państwowości.

## Serbia i Czarnogóra
W lutym 2003 mocą decyzji parlamentów obu republik tworzących dotychczasowy związek, Jugosławia przekształciła się w konfederacyjne państwo pod nazwą Serbia i Czarnogóra. W Serbii, mimo kilkukrotnych prób nie doszło do wyłonienia nowego prezydenta. 12 marca 2003 roku został zamordowany premier Serbii Zoran Djindjić. 5 czerwca 2006 po proklamowaniu niepodległości przez Czarnogórę (3 czerwca 2006) parlament Serbii uznał Serbię za prawnego kontynuatora państwowości Serbii i Czarnogóry. 17 lutego 2008 roku od Serbii odłączyło się Kosowo.